# Body art
Kroppen som konstnärligt verktyg, se Body art (konst)

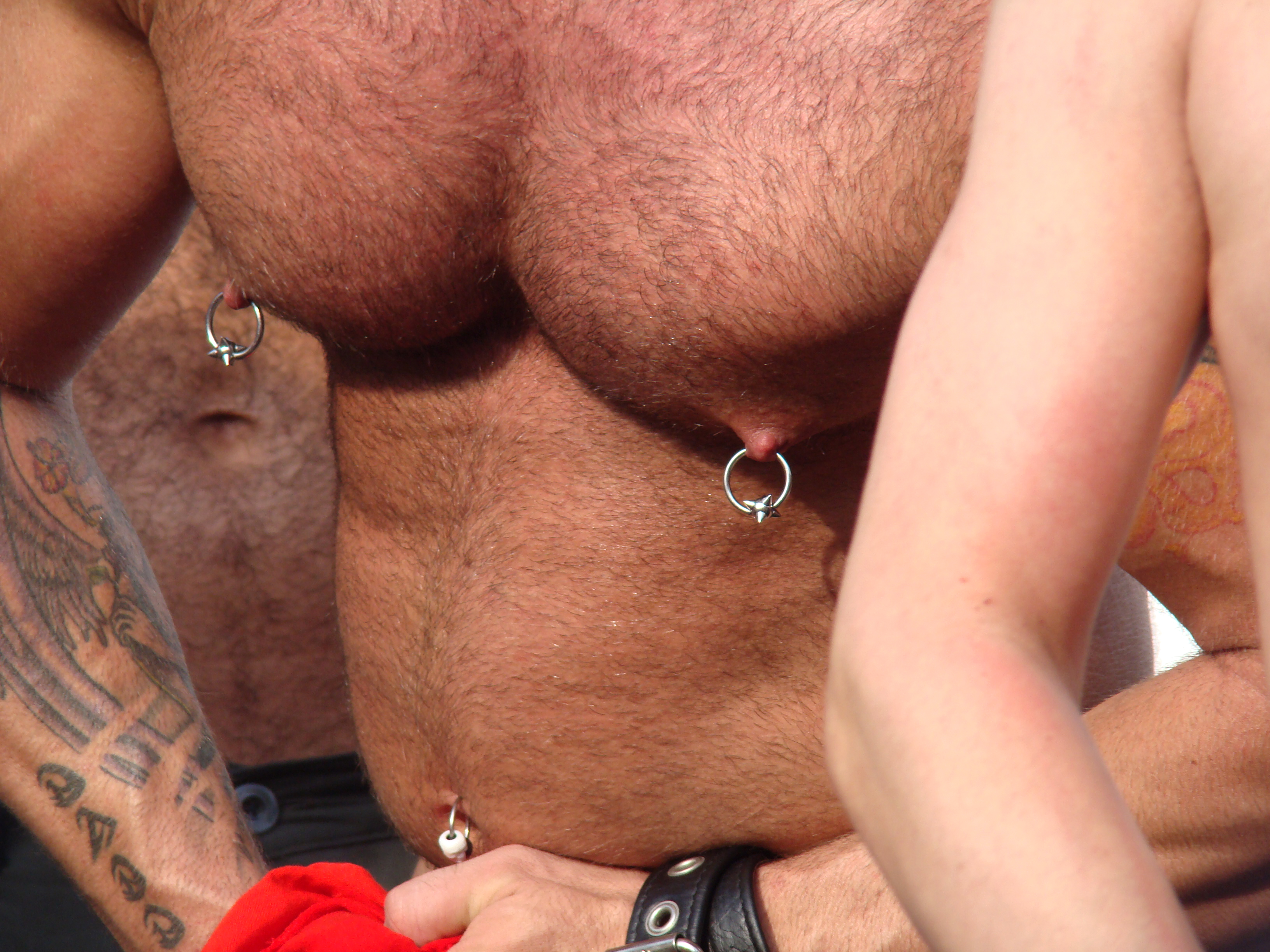
Exempel på piercing

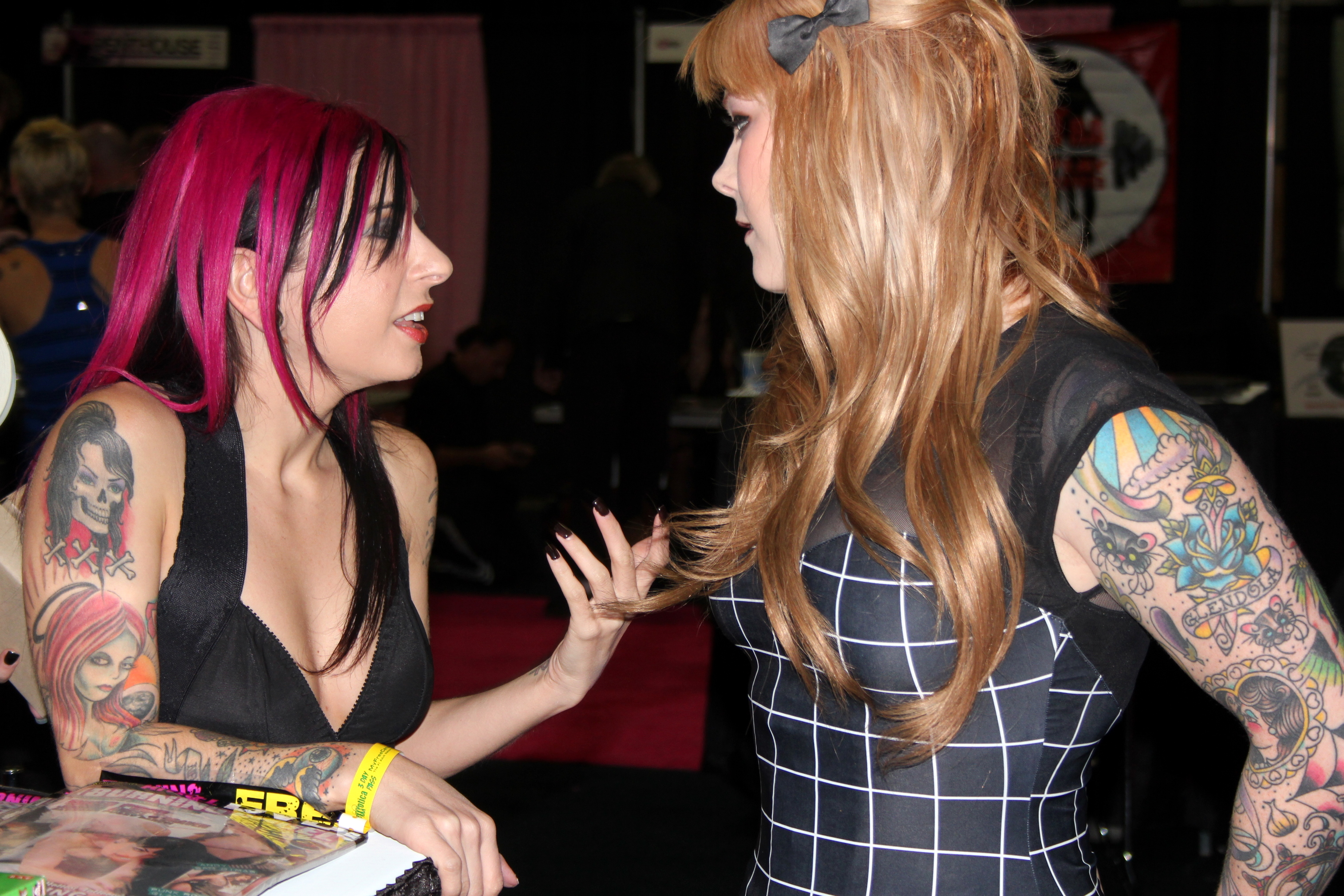
Exempel på tatuering

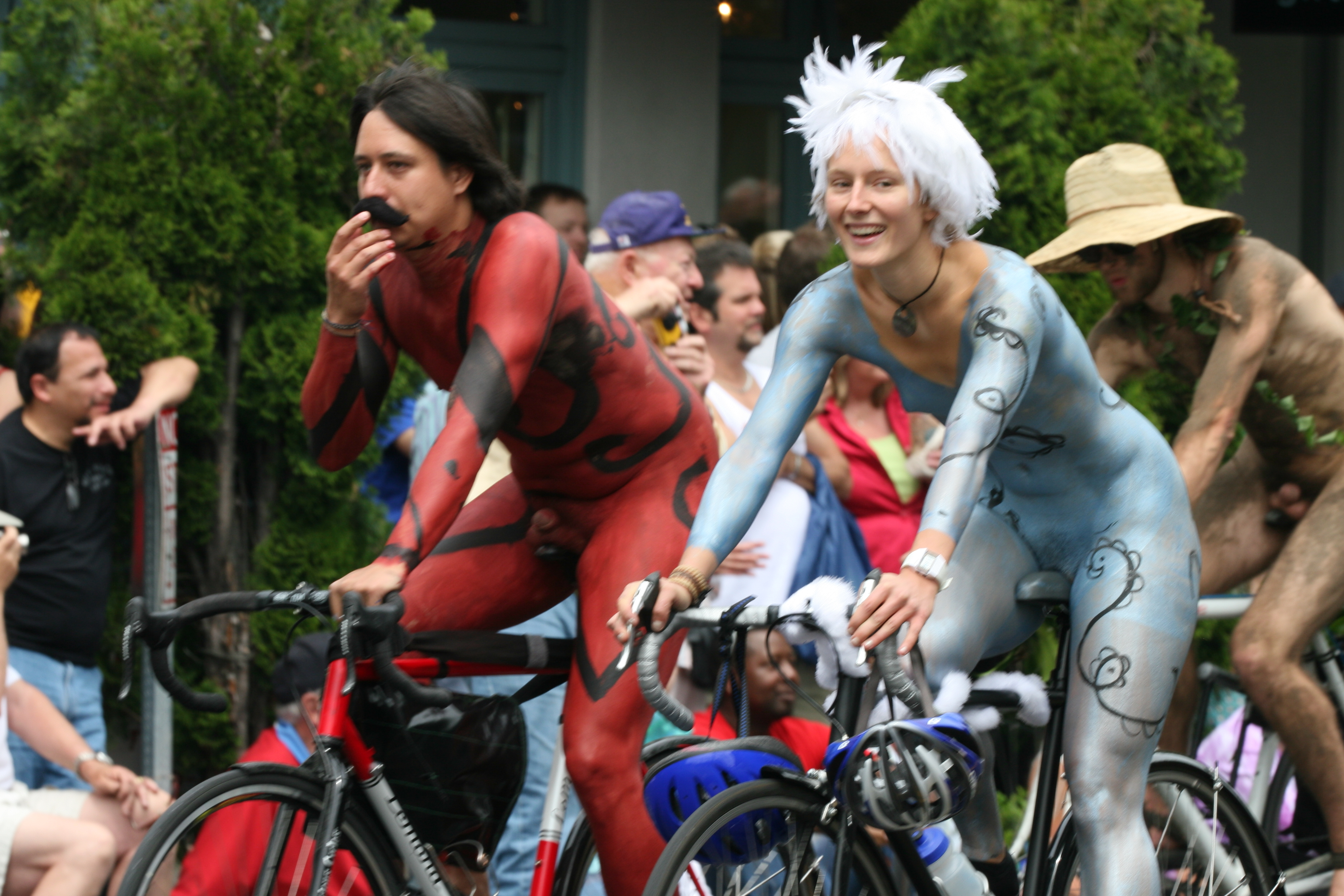
Exempel på kroppsmålning

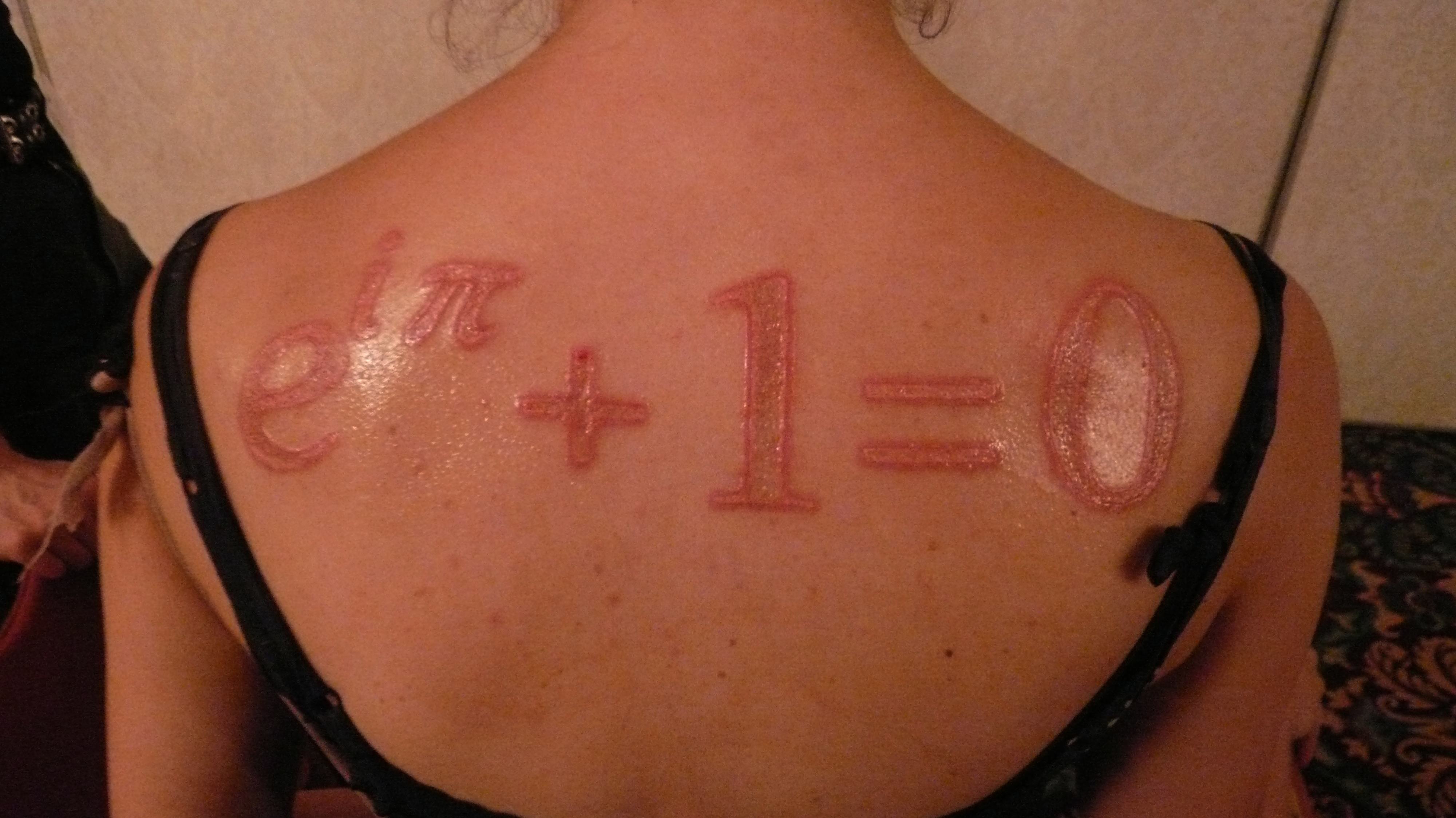
Exempel på scarification

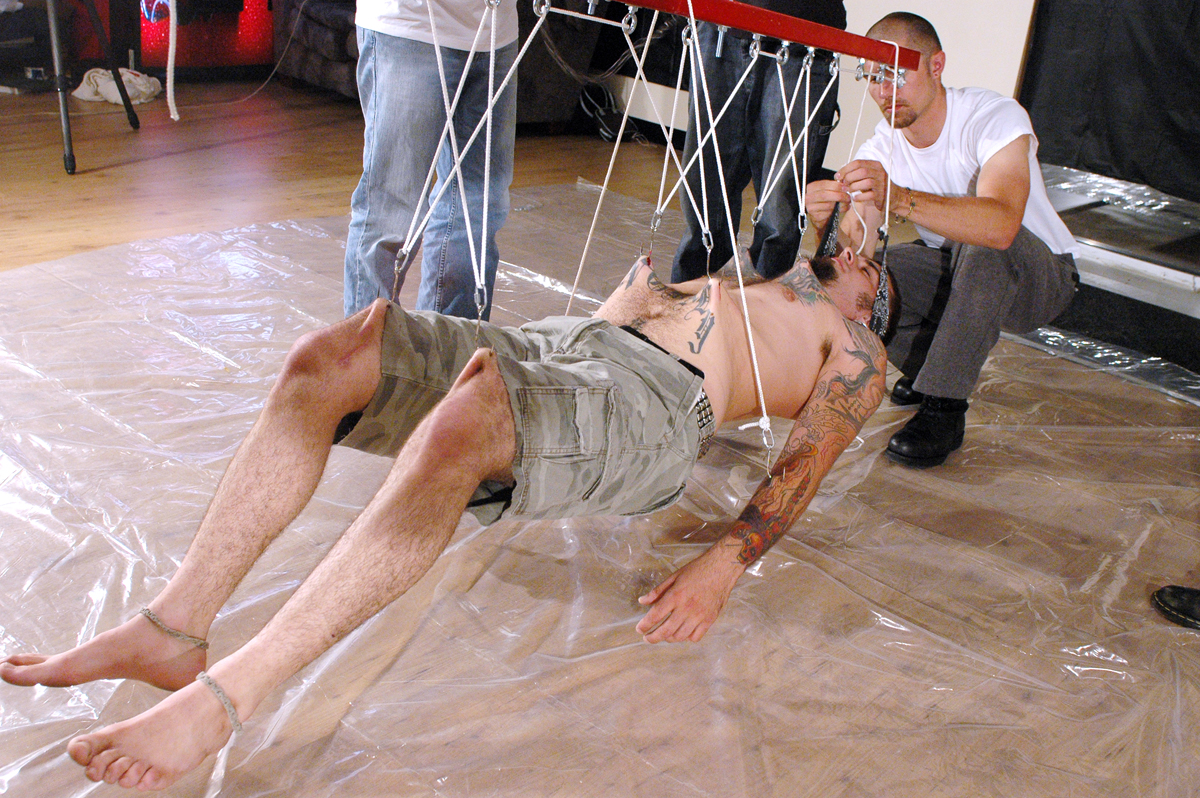
Exempel på body suspension

Body art, eller body modification, betecknar kroppsmålning, piercing, kroppsmodifikation, tatuering och annan mer anspråksfull utsmyckning av kroppen. 
Body art eller body modification kan innebära allt från små piercingssmycken som fästs på kroppen eller att man med tortyr skadar sin kropp/kroppsdel så mycket att den till och med blir oanvändbar, detta är dock mer ovanligt då de flesta nöjer sig med att bara smycka sin kropp.

## Exempel på modifikationer
Piercing är ett enkelt smycke i form av en stav eller ring som fästes i kroppen. Man kan även fästa smycken under huden för att få fram upphöjningar som syns eller bara känns, detta kallas för implantat. Tatuering är också en vanlig modifikation där man permanent färgar huden, oftast i ett motiv av olika slag. Branding är en annan metod att få fram mönster på kroppen, oftast genom att man bränner huden allvarligt för att åstadkomma ett stort ärr som syns och känns. Scarification är väldigt likt branding, skillnaden är att man skär bort hud för att få ärrbildning. Suspension är när man hakar fast krokar i huden och låter sig sedan hängas med sin egen kroppsvikt som tyngd.